# Acontius humiliceps
Acontius humiliceps là một loài nhện trong họ Cyrtaucheniidae. Loài này phân bố ờ Bioko.